# William Hamilton (1783)
William Hamilton (1783 - 1856) was een Ierse arts en botanicus. Hij identificeerde en classificeerde vele soorten uit Midden-Amerika, die hij beschreef in publicaties.
- Author citation (botany): Ham.
- International Standard Name Identifier: 0000 0003 9199 214X
- Nederlandse Thesaurus van Auteursnamen: 290792193
- Virtual International Authority File: 285916847